# 华盛顿 (路易斯安那州)
华盛顿（英語：Washington），是美国路易斯安那州下属的一座城市。根据2010年美国人口普查，该市有人口964人。建置上，属于“town”。